# Tracii Guns

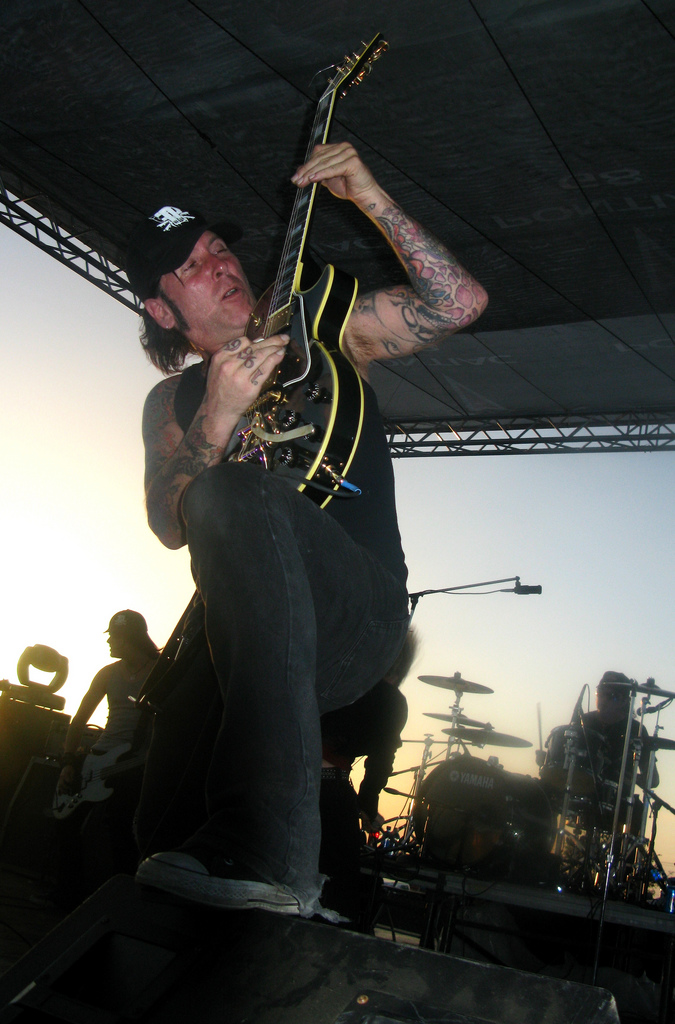
Tracii Guns, 2008

Tracii Guns (eigentlich Tracy Richard Irving Ulrich; * 20. Januar 1966) ist ein US-amerikanischer Gitarrist, der in mehreren bekannten Metal- und Rockbands gespielt hat, darunter Guns N’ Roses, Brides of Destruction, L.A. Guns, Killing Machine und Johnny Thunders.
In den 1980er Jahren war Tracii Guns gemeinsam mit Axl Rose und Izzy Stradlin Gründungsmitglied von Guns N’ Roses. Ole Beich, Rob Gardner und Guns verließen die Band kurze Zeit später und wurden durch Slash, Steven Adler und Duff McKagan ersetzt.
2002 gründete er mit Nikki Sixx die Band „Brides of Destruction“. Zwei weitere Mitglieder sind Kris Kohls und London LeGrand.